# Jeffrey Silverthorne
Jeffrey Silverthorne (1946 Honolulu – 4. června 2022 Cranston) byl americký fotograf známý především fotografováním fyzických a psychických hranic, včetně smrti a nahoty. Narodil se v Honolulu na Havaji v roce 1946 a vystudoval programy BFA, MAT a MFA na Rhode Island School of Design . Učil na Roger Williams University v Bristolu, Rhode Island až do roku 2018.

## Publikace
- Morgue (2017)[1]
- Jeffrey Silverthorne (Working) (2015)[2]
- Directions for Leaving: Photographs 1971-2006 (2007)[3]

## Veřejné sbírky
- Muzeum moderního umění, New York
- Losangeleské muzeum umění, LA
- Umělecká galerie Yaleovy univerzity, New Haven
- Muzeum výtvarného umění (Boston), Boston
- George Eastman House, Rochester
- Muzeum umění Houston, Houston